# Rytigynia lichenoxenos
Rytigynia lichenoxenos är en måreväxtart som först beskrevs av Karl Moritz Schumann, och fick sitt nu gällande namn av Robyns. Rytigynia lichenoxenos ingår i släktet Rytigynia och familjen måreväxter.
Artens utbredningsområde är Tanzania. Inga underarter finns listade i Catalogue of Life.